# Homogyne
Homogyne es un género de plantas fanerógamas perteneciente a la familia de las asteráceas.  Comprende 5 especies descritas y de estas, solo 2 aceptadas.

## Taxonomía
El género fue descrito por Alexandre Henri Gabriel de Cassini y publicado en Bull. Sci. Soc. Philom. Paris 1816: 198. 1816. 	.	

## Especies aceptadas
A continuación se brinda un listado de las especies del género Homogyne aceptadas hasta agosto de 2012, ordenadas alfabéticamente. Para cada una se indica el nombre binomial seguido del autor, abreviado según las convenciones y usos.
- Homogyne alpina (L.) Cass.
- Homogyne discolor (Jacq.) Cass.